# Electro Deluxe
Ne doit pas être confondu avec Deluxe.
Electro Deluxe est un groupe musical français mélangeant jazz, soul, funk, et hip-hop.

## Histoire
Formé à la fin 2001, Electro Deluxe est un groupe qui mélange jazz, funk, hip-hop avec des influences allant de Herbie Hancock à Buckshot LeFonque en passant par Meshell Ndegeocello. À la différence de nombreuses formations classées « électro » dont la musique est essentiellement faite par des machines sur lesquelles improvisent des solistes, Electro Deluxe se positionne plus comme un groupe de musiciens dont les morceaux sont agrémentés de boucles ou de samples.
On retrouve de nombreux invités sur leurs albums, parmi lesquels Christophe Panzani et Philippe Sellam (saxophones), Guillaume Poncelet, Flavio Boltro et Jean-François Baud (trompette), Didier Lockwood (violon), Cynthia Saint-Ville, IMO, Crystal et HKB FiNN (chant), Julien Birot (guitare), Ben l'Oncle Soul (chant), 20syl (chant), Nina Attal (chant, guitare).
Le double album Live in Paris, sorti en 2012, est enregistré lors d'un concert à l'Alhambra où le groupe était accompagné d'un big band, section d'une vingtaine de cuivres dirigée par Thomas Faure. Cet album reprend, en live, une sélection de morceaux des trois albums précédents.
En 2017, il est élu groupe de l'année aux Victoires du jazz. L'année suivante, ils sortent leur autre album live, Circle Live. En 2019, le groupe sort son sixième album, Apollo, et entame une tournée promotionnelle intitulée Apollo Tour, jouant notamment au Théâtre-Sénart de Lieusaint, en Seine-et-Marne. En janvier 2022, le groupe joue un concert aux Herbiers, en Vendée, où il présente Apollo durant 1 h 30 de concert. Le 18 mars 2022, le groupe célèbre ses 20 ans lors d'un concert avec le Big Band à Paris, Salle Pleyel. Ben l'Oncle Soul (chant) est invité à interpréter une chanson avec le groupe lors de ce concert.

## Récompenses
- 2017 : Groupe de l'année aux Victoires du jazz[1],[4]

## Membres

### Membres actuels
- Gaël Cadoux — claviers
- Jérémie Coke — basse
- James Copley — chant
- Thomas Faure — saxophone, programmation
- Arnaud Renaville — batterie
- Alexis Bourguignon – trompette
- Vincent Aubert – trombone

### Anciens membres
- Bertrand Luzignant — trombone (2001–janvier 2019)
- Vincent Payen — trompette (2001–janvier 2019)

## Discographie

### Albums live
- 2012 : Live in Paris
- 2018 : Circle Live